# 芒杜爾區
芒杜爾區（阿拉伯语：‎）是乍得的一個大區，位於該國南部。南鄰中非共和國。
首府庫姆拉。下分三省。1998年自中沙里省分出。
1. ↑   (PDF) (报告). INSEED: 24. March 2012  [10 March 2017]. （原始内容 (PDF)存档于24 September 2015）.